# Phoenix Lake (California)
Phoenix Lake es un lugar designado por el censo ubicado en el condado de Tuolumne en el estado estadounidense de California. En el año 2010 tenía una población de 4.269 habitantes.

## Geografía
Phoenix Lake se encuentra ubicado en las coordenadas 38°0′33.22″N 120°18′28.01″O / 38.0092278, -120.3077806.